# Яхода, Мария
Мария Яхода (нем. Marie Jahoda; 1907—2001) — британский социальный психолог австрийского происхождения. В 1992 году была избрана почётным иностранным членом Американской академии искусств и наук.

## Биография
Родилась 26 января 1907 года в Вене, Австро-Венгрия, в еврейской семье. По другим данным, родилась в Тегеране, детство провела в Вене. Была третьим ребёнком из четырёх в семье Karl Jahoda и его жены Gattin Betty. Отец был торговцем, владельцем компании Karl Jahoda, Spezialgeschäft für technische Papiere und Utensilien.
Первоначально училась в венской гимназии для девочек. Начиная с подросткового возраста, Мария стала участвовать в Социал-демократической партии Австрии в Красной Вене, что повлияло на всю её оставшуюся жизнь. В 1928 году она получила диплом учителя в Педагогической академии Вены, в 1933 году получила степень доктора философии в психологии в Венском университете. В Вене познакомилась с учителем и будущим американским социологом Полом Лазарсфельдом, за которого вышла замуж в 1926 году. 17 июля 1930 года у них родилась дочь Лотта (нем. Lotte Franziska). В 1928 году Яхода некоторое время находилась в Париже, слушала лекции в Сорбонне.
Вместе с мужем Мария выполнила ряд научных исследований, некоторые из которых опубликовала. В 1933 году, получив от Фонда Рокфеллера стипендию, Лазарсфельд уехал в США, где остался жить, так как не мог вернуться в Австрию после нацистского переворота 1934 года. В этом же году супруги развелись. С 1933 по 1936 годы Яхода работала в Венском университете. Одновременно участвовала в Революционном социалистическом подполье и в 1936 году была арестована за эту деятельность. Из-за международного вмешательства она была освобождена, в июле 1937 года лишена австрийского гражданства и уехала из страны.
Мария остановилась в Англии, проживала там во время Второй мировой войны. В 1945 году она уехала в США, где находилась продолжительное время. Работала в качестве профессора социальной психологии в Нью-Йоркском университете, преподавала в Колумбийском университете, была научным сотрудником Американского еврейского комитета (англ. American Jewish Committee). В 1958—1965 годах работала в Университете Брунеля в Лондоне. В 1965 году Яхода была приглашена в Университет Сассекса (англ. University of Sussex), где стала консультантом, а затем — приглашенным профессором в научно-исследовательский отдел. В Англии во второй раз вышла замуж за политика, члена парламента от Лейбористской партии Великобритании — Austen Harry Albu (1903—1994).
В 1958 году Мария разработала теорию позитивного психического здоровья. Изучая проблемы безработных людей, Яхода выявила пять латентных функций труда, о которых люди не подозревают до тех пор, пока не теряют возможность работать. Пять факторов, которые, по её словам, важны для чувства благополучия, таковы: постоянная занятость структурирует день; активизирует и направляет деятельность человека; расширяет социальный горизонт, выводя его за пределы семьи; вносит вклад в достижение более высоких коллективных целей; обеспечивает социальную идентичность и статус. Она утверждала, что безработные были лишены всех пяти факторов, и что это объясняет большую часть сообщений о психических расстройствах среди безработных. В 1980-е годы, когда уровень безработицы снова стал высоким, этот подход стал довольно влиятельным.
Умерла 28 апреля 2001 года в Суссексе, Англия.

## Позитивное психическое здоровье
В своей книге «Современные концепции позитивного психического здоровья» (1958) Яхода выделила следующие шесть подходов к определению позитивного психического здоровья: 
- отношение человека к самому себе (принятие себя, уверенность в себе и уверенность в своих силах);
- степень, в которой человек реализует свои возможности через действие (личностный рост, развитие или реализация собственного потенциала);
- уровень личностной интеграции (баланс психических сил, единый взгляд на жизнь с акцентом на когнитивные аспекты интеграции, стрессоустойчивость);
- степень достигнутой автономии (самоопределение и независимость в принятии решений);
- адекватность восприятия реальности (восприятие мира без искажений и без отвергания фактов, не соответствующих желаниям или потребностям; умение сопереживать другим и быть открытым для общения);
- овладение окружающей средой (способность достигать успеха в любых делах, в любви, в работе, в играх; позитивные отношения с окружающими; способность адаптироваться и эффективно решать проблемы).